# Here's Little Richard
Albums de Little Richard
Little Richard
(1958)
Here's Little Richard est le premier album de Little Richard, sorti en 1957.

## L'album
Il atteint la 13e place du Billboard 200 et est classé à la 50e place des 500 plus grands albums de tous les temps selon Rolling Stone en 2003. 
Il est inclus dans le livre Les 1001 albums qu'il faut avoir écoutés dans sa vie.
En 2013, il reçoit le Grammy Hall of Fame Award. 

### Titres
1. Tutti Frutti (Richard Penniman, Dorothy LaBostrie, Joe Lubin) (2:25)
2. True Fine Mama (Penniman) (2:43)
3. Can't Believe You Wanna Leave (Lloyd Price) (2:28)
4. Ready Teddy (Robert Blackwell, John Marascalco) (2:09)
5. Baby (Penniman) (2:06)
6. Slippin' and Slidin' (Peepin' and Hidin') (Penniman, Eddie Bocage, Al Collins, James Smith) (2:42)
7. Long Tall Sally (Enotris Johnson, Blackwell, Penniman) (2:10)
8. Miss Ann (Penniman, Johnson) (2:17)
9. Oh Why? (Winfield Scott) (2:09)
10. Rip It Up (Blackwell, Marascalco) (2:23)
11. Jenny, Jenny (Johnson, Penniman) (2:04)
12. She's Got It (Marascalco, Penniman) (2:26)

### Musiciens
- Little Richard : voix, piano
- Lee Allen, Joe Tillman, Wilbert Smith, Grady Gaines, Clifford Burks : saxophone ténor
- Alvin Tyler, Jewell Grant : saxophone baryton
- Frank Fields, Lloyd Lambert, Olsie Richard Robinson : basse
- Earl Palmer, Oscar Moore, Charles Connor : batterie
- Edgar Blanchard, Justin Adams, William Pyles, Roy Montrell, Nathaniel Douglas : guitare
- Huey Smith : piano
- Renald Richard : trompette
- Clarence Ford : saxophone ténor et baryton